# Öxnered
Öxnered är ett villaområde och stationssamhälle i västra delen av Vänersborg i Västra Götalands län, sammanvuxet med Vänersborgs tätort. I Öxnered finns Öxnered station där två linjer korsar varandra.

## Järnvägen
Det var dragningen av järnvägen som ledde till att Öxnered växte fram som ett stationssamhälle från 1860-talet, cirka 4 km från Vänersborgs station. 
De två linjerna som möts är, med Trafikverkets beteckningar, Älvsborgsbanan (Uddevalla–Öxnered–Vänersborg–Herrljunga–Borås) och Norge/Vänerbanan (Göteborg–Trollhättan–Öxnered–Oslo/Kil).

## Interneringsläger
En kort period (1941–42) under andra världskriget fanns ett interneringsläger för kommunister på Karlsro i Öxnered.